# Álvaro Obregón, Huejotzingo
Álvaro Obregón är en ort i Mexiko.   Den ligger i kommunen Huejotzingo och delstaten Puebla, i den sydöstra delen av landet, 80 km öster om huvudstaden Mexico City. Álvaro Obregón ligger 2 419 meter över havet och antalet invånare är 353.
Terrängen runt Álvaro Obregón är kuperad åt sydväst, men åt nordost är den platt. Terrängen runt Álvaro Obregón sluttar österut.Runt Álvaro Obregón är det ganska tätbefolkat, med 96 invånare per kvadratkilometer. Närmaste större samhälle är Cholula, 18,8 km sydost om Álvaro Obregón. Trakten runt Álvaro Obregón består till största delen av jordbruksmark.